# Anna Terrana
Anna Terrana, född 31 mars 1937, är en kanadensisk politiker inom Kanadas liberala parti. Hon satt i Kanadas parlament för valkretsen Vancouver East 1993-1997.